# 海軍火薬廠
海軍火薬廠（かいぐんかやくしょう）は神奈川県旧平塚市・中郡大野町（いずれも現在の神奈川県平塚市内）にまたがる約38万坪の敷地に存在した、大日本帝国海軍の兵器に使用する爆薬・火薬を製造していた海軍省直属の兵器工場（工廠）。のちに1929年（昭和4年）に爆薬部が京都府舞鶴市に移転、1939年（昭和14年）に支廠が宮城県船岡町に増設され、1941年（昭和16年）より東から順に、船岡支廠が「第一火薬廠」、平塚本廠が「第二火薬廠」、舞鶴爆薬部が「第三火薬廠」に改称されている。
現在、この地には横浜ゴム平塚製造所が存在している。跡地には正門門柱・奉安殿・地下壕入口・貨車引込線・鉄筋コンクリート建屋など一部現存する（2012年現在）。

## 概要
- 1905年（明治38年）9月 英国アームストロング、ノーベル、ヴィッカースの3社によりイギリス帝国に本社が設立された日本火薬製造株式会社の平塚製造所を前身とする。
- 1919年（大正8年）4月 「海軍火薬廠令」に基づき日本海軍により買収され、「海軍火薬廠」発足。

海軍省艦政本部に所属し以後、海軍の爆薬・火薬の製造、研究開発拠点としての役割を担う。
- 1939年（昭和14年）8月1日 海軍火薬本廠に改編。
- 1941年（昭和16年）4月21日 第二海軍火薬廠に改編。
- 1945年（昭和20年）7月16日 - 17日の平塚空襲で米軍の主要な攻撃目標となり、壊滅的打撃を受ける。敗戦により同年11月30日 海軍省廃止に伴って廃庁。
- 1947年（昭和22年）1月31日 残務整理完了し消滅。

敷地及び建物は終戦後、進駐軍により1950年まで接収され、接収解除後横浜ゴムに払い下げられ同社の平塚製造所となり現在に至る。

## 組織
- 総務部
  - 工員養成所
- 製造部
  - 第一工場 各種砲用及びロケット用無煙火薬の製造
  - 第二工場 各種綿薬（硝化綿）の製造 各種混酸の調製
  - 第三工場 各種酸の製造 廃酸の回収 石炭ガスの製造
  - 第四工場 設備の設計、据付及び補修 ユーティリティの管理
  - 第五工場 各種機銃火薬の製造 溶剤の回収
  - 第六工場 無煙火薬の貯蔵 砲用無煙火薬の選別以降の作業
  - 第七工場 ニトログリセリンの製造 第一工場関係の火薬の配合混餅作業まで
- 研究部
- 会計部
  - 共済組合物資部
- 医務部
  - 共済組合病院

## 歴代廠長
火薬廠長
- 初代 造兵総監 楠瀬熊治：1919年（大正8年）4月1日 - 1920年（大正9年）10月8日（1919年9月23日：（改称）造兵少将）[1]
- この間、大佐・波多野貞夫が代理を務めた[2]。
- 第二代 造兵少将 楠瀬熊治：1921年（大正10年）7月9日 - 1923年（大正12年）8月13日（1921年12月1日：造兵中将）[3]
- （心得）大佐 波多野貞夫：1923年（大正12年）8月13日 - 1923年（大正12年）12月1日[4]
- 第三代 少将 波多野貞夫：1923年（大正12年）12月1日 - 1930年（昭和5年）6月10日（1927年12月1日：中将）[4]
- 第四代 造兵少将 岸本肇：1930年（昭和5年）6月10日 - 1935年（昭和10年）11月15日（1934年11月15日：造兵中将）[5]
- 第五代 造兵少将 山家信次：1935年（昭和10年）11月15日 - 1937年（昭和12年）12月1日[6]
- 第六代 造兵少将 松岡俶躬：1937年（昭和12年）12月1日 - 1939年（昭和14年）7月31日[7]

火薬本廠長
- 初代 造兵少将 松岡俶躬：1939年（昭和14年）8月1日 - 1940年（昭和15年）11月15日（1939年11月15日：造兵中将）[7]
- 第二代 造兵少将 神足勝孝：1940年（昭和15年）11月15日 - 1941年（昭和16年）4月20日[8]

第二火薬廠長
- 初代 造兵少将 神足勝孝：1941年（昭和16年）4月21日 - 1944年（昭和19年）8月1日（1942年11月1日：技術中将）[8]
- 第二代 少将 村上房三：1944年（昭和19年）8月1日 - 1945年（昭和20年）11月1日[9]

第一火薬廠長
- 火薬廠支廠長 大佐 竹内牧人：1939年（昭和14年）8月1日 - 1941年（昭和16年）5月1日[10][11]
- 初代 大佐 竹内牧人：1941年（昭和16年）5月1日[11] - 1943年（昭和18年）3月10日（1941年10月15日：少将）[10]
- 第二代 技術少将 長谷部龍三郎：1943年（昭和18年）3月10日 - 1945年（昭和20年）10月30日[12]

第三火薬廠長
- 初代 少将 神保勉一：1941年（昭和16年）4月21日 - 1943年（昭和18年）5月1日[13]
- 第二代 少将 村上房三：1943年（昭和18年）5月1日 - 1944年（昭和19年）8月1日[9]
- 第三代 少将 石橋正三：1944年（昭和19年）8月1日 - 1945年（昭和20年）6月1日[14]
- 第四代 少将 佐藤強介：1945年（昭和20年）6月1日 - 1945年（昭和20年）11月5日[15]